# Francesco Paolo Perremuto
Francesco Paolo Perremuto nato Ignazio Giovanni Perremuto (Caltagirone, 15 gennaio 1732 – Messina, 11 marzo 1791) è stato un arcivescovo cattolico italiano.

## Biografia
Ignazio Giovanni Perremuto, divenuto Francesco Paolo da benedettino, nacque a Caltagirone il 15 gennaio 1732. Epigono con il fratello Michele junior – giurista e uomo delle istituzioni – di un casato di milites e doctores dei più doviziosi dell'élite urbana dell’area calatino-iblea, imparentata a famiglie di antico lignaggio tra le maggiorenti della monarchia siciliana quali i Moncada, i Polizzi, i Paternò Castello e i Tedeschi.
Giovane professo fu addetto ai servizi alla sagrestia e alla foresteria del claustro nicolino, per poi essere demandato quale maestro dei novizi e priore dei monasteri riuniti di San Nicola L’Arena e Santa Maria di Licodia di Catania. Venne ordinato presbitero il 21 dicembre 1754 e qualche anno dopo, il 28 marzo 1756 si laureò in teologia nell'Università di Catania. Le Note dei Superiori lo indicano quale lettore dello Studio monastico, chiamato «alla lezione della Filosofia», ma anche a prendersi «cura di polire la detta libreria e museo». Istituzioni culturali, queste, come il museo biscariano di utilità pubblica a decoro e prestigio di Catania che in quegli anni rinasceva con una veste barocca. Approdò poi nell’Ateneo catanese, quale pubblico professore di teologia dommatica, e scrisse pagine nuove del regolamento d’Ateneo, sulle norme circa le esenzioni, diritti ed emolumenti spettanti ad un benedettino Regio Professore di teologia dello Studio Generale con lo status di religioso e gli obblighi claustrali.
In seguito fu all'abbazia placidina di Messina quale maestro dei novizi e ancora abate di Santa Maria di Fundrò e San Rocco a Piazza Armerina.
Ferdinando I, re di Sicilia, in forza delle prerogative dell'Apostolica Legazia e Tribunale di Monarchia, il 29 marzo 1790 presentò Paolo Francesco Perremuto al papa per la conferma ad arcivescovo di Messina.
Consacrato a Roma il 6 aprile dal cardinale Luigi Valenti Gonzaga, fece ingresso nella città dello stretto il 15 maggio successivo, trovandola alquanto provata per le recenti ferite del terremoto del 1783. Si insediò con il pieno mandato, tra gli altri, di riedificare il palazzo, il seminario arcivescovile e la venerata cappella del martire benedettino san Placido. Aspettative sfumate, appena un anno dopo, per la sua improvvisa morte avvenuta l'11 marzo 1791, mentre celebrava messa. Circostanza che porta l’abate Filippo Hernandez, confratello e concittadino del Perremuto a scrivere «fu di repente, mentre celebrava l’incruento sagrifizio, colpito da apoplessia, che non gli diede altro tempo, se non ricevere con esemplarità gli ultimi Sagramenti».
Scomparve così a 59 anni un esponente tra i più autorevoli dei “cattolici illuminati” del riformismo europeo del XVIII secolo, formato a Catania da un manipolo di religiosi benedettini e intellettuali quali i Rizzari, i Corvaia, i Paternò Castello, il Riccioli, il Tedeschi, l’Amico ed altri ancora, impegnati a ricomporre la frattura tra la scienza, la fede e la cultura contemporanea.

## Genealogia episcopale
La genealogia episcopale è:
- Cardinale Scipione Rebiba
- Cardinale Giulio Antonio Santori
- Cardinale Girolamo Bernerio, O.P.
- Arcivescovo Galeazzo Sanvitale
- Cardinale Ludovico Ludovisi
- Cardinale Luigi Caetani
- Cardinale Ulderico Carpegna
- Cardinale Paluzzo Paluzzi Altieri degli Albertoni
- Papa Benedetto XIII
- Papa Benedetto XIV
- Papa Clemente XIII
- Cardinale Luigi Valenti Gonzaga
- Arcivescovo Francesco Paolo Perremuto, O.S.B.